# أكسا
أكسا هي أكبر شركة تأمين فرنسية في العالم حيث يتجاوز دخلها السنوي 120 مليار دولار وتدير أصول بحوالي تريليون دولار.

## نبذة
```
بدأت كشركة تعاونية صغيرة قبل أن تنمو بعد قيامها بعدة اندماجات مع شركات تأمين أخرى. شكلت بشكلها الحالي بعد اندماجها سنة 
1996
 مع اتحاد تأمينات باريس. استحوذت الشركة سنة 
2003
 على مجموعة موني الأمريكية المتخصصة في مجال 
التأمين على الحياة
 في صفقة بلغت 1.5 مليار دولار. في 
يونيو
 
2006
 اشترت من 
كراديت سويس
 شركة فينترفور في صفقة بلغت 10.6 مليار دولار. يدير فرع الشركة الاستثماري أكسا انفست ماناجرس أصولا تفوق 1000 مليار 
يورو
.
[
12
]
 للشركة حضور في 60 دولة ولها أكثر من 52 مليون حريف. تعد من مكونات 
مؤشر الكاك 40
.
```